# ميكائيل فيليبي فيانا دي سوزا
ميكائيل فيليبي فيانا دي سوزا هو لاعب كرة قدم برازيلي، ولد في 28 مايو 1999 في باكابال في البرازيل.

## وصلات خارجية
- ميكائيل فيليبي فيانا دي سوزا على موقع قاعدة بيانات كرة القدم.إي يو (الإنجليزية)
- ميكائيل فيليبي فيانا دي سوزا على موقع Soccerway.com (الإنجليزية)